# 1957年のラジオ (日本)
1957年のラジオ (日本)では、1957年の日本のラジオ番組、その他ラジオ界の動向について記す。

## 主なその他ラジオ関連の出来事
- 12月24日 - 日本放送協会（NHK）の東京FM放送実験局（JOAK-FMX）が19時より実験放送を開始。

## 商号変更
- 11月 - ラジオ三重→近畿東海放送

## 特別番組
- 近代能楽集
  - 6月18日 - 国際演劇月参加特別番組『道成寺』（ラジオ東京）
  - 12月27日 - 現代劇場『班女』（文化放送）

- 日時不明 - 青空娘（ラジオ東京）

## 開始番組

### 1957年1月放送開始
ラジオ東京
- 7日 - 赤胴鈴之助

### 1957年2月放送開始
文化放送
- 4日 - オヤカマ氏とオイソガ氏[1]

ニッポン放送
- 4日 - アッちゃん

### 1957年4月放送開始
NHKラジオ第1放送
- 1日 - 一丁目一番地[2]
- 6日 - アジアの話題[2]
- 7日
  - みんな仲よし世界のこども[2]
  - 日曜名作座[2]

NHKラジオ第2放送
- 7日 - 現代の音楽

ラジオ東京
- 1日 - 東京ダイヤル

### 1957年7月放送開始
朝日放送
- 30日 - 漫才教室

日本短波放送
- 20日 - 海上ダイヤル

### 1957年9月放送開始
ラジオ東京
- 2日 - 昼の話題

### 1957年11月放送開始
NHKラジオ第1放送
- 6日 - ラジオ芸能ホール[3]
- 10日
  - きらめくリズム[3]
  - 世界とアジア[3]

NHKラジオ第2放送
- 4日 - 青少年職業講座[3]
- 9日 - 工業技術講座[3]
- 10日 -  新しいアジア

### 1957年12月放送開始
ラジオ東京
- 31日 - オールスター大行進